# Hau Ruck
Hau Ruck – czternasty album studyjny niemieckiego zespołu industrialnego KMFDM, wydany 13 września 2005 roku przez Metropolis Records. Nagrany został w Seattle (Waszyngton). Początkowo miał nosić pięcioliterowy tytuł FUBAR, nawiązując w ten sposób do wojskowego akronimu „Fucked Up Beyond All Recognition/Repair”, jednakże Konietzko zdecydował się na tytuł Hau Ruck, co uczyniło ten album pierwszym od czasu Don't Blow Your Top, który nie ma pięcioliterowego tytułu. W 2006 roku został wydany minialbum Ruck Zuck, zawierający remiksy z Hau Ruck.

## Charakterystyka
Album Hau Ruck jest odejściem od nu metalowej stylistyki z poprzednich albumów Attak i WWIII i powrotem do industrialnych i metalowych korzeni KMFDM. Charakteryzuje się stylem muzycznym zbliżonym do stylu z albumów z lat 90. przy jednoczesnym coraz większym popowym i tanecznym charakterze niektórych piosenek. Niektórzy krytycy muzyczni jednak skrytykowali powtarzający się schemat i style w piosenkach na albumie Hau Ruck i innych wydaniach od czasu albumów KMFDM z końca lat 90. XX wieku. Najpopularniejszymi i najlepiej ocenionymi przez krytyków piosenkami z tego albumu były "Free Your Hate", "New American Century" i "Mini Mini Mini", z których dwie pierwsze mają mocno polityczny i futurystyczny charakter.

## Lista utworów
1. „Free Your Hate” (4:59)
2. „Hau Ruck” (5:22)
3. „You're No Good” (4:59)
4. „New American Century” (4:51)
5. „Real Thing” (5:05)
6. „Every Day's a Good Day” (4:44)
7. „Mini Mini Mini” (cover Jacques’a Dutronca) (2:56)
8. „Professional Killer” (4:34)
9. „Feed Our Fame” (4:31)
10. „Ready to Blow” (4:28)
11. „Auf Wiederseh'n” (6:14)